# Одіссея (фільм, 2026)
Одіссея (англ. The Odyssey) — майбутній фільм Крістофера Нолана, заснований на однойменній давньогрецькій епічній поемі про пригоди Одіссея, царя Ітаки, автором якої є Гомер. Головні ролі зіграють Мет Деймон та Том Голланд, а також не менш відомі Роберт Паттінсон, Енн Гетевей, Шарліз Терон, Люпіта Ніонго та Зендея.
Крістофер Нолан виступить у ролі режисера, сценариста та продюсера. Фільм буде знято у співпраці з Universal Pictures, яка називає його «…міфічна екшн-епопея, знята по всьому світу». Відомо, що у виробництві фільмі бере участь дружина режисера Емма Томас, яка працювала з чоловіком над такими його фільмами як Пам'ятай, Безсоння, Бетмен: Початок, Темний лицар, Престиж, Дюнкерк, Інтерстеллар, Тенет, Оппенгеймер та іншими.

## У ролях
| Актор            | Роль    |
| ---------------- | ------- |
| Метт Деймон      | Одіссей |
| Том Голланд      |         |
| Роберт Паттінсон |         |
| Енн Гетевей      |         |
| Шарліз Терон     |         |
| Люпіта Ніонго    |         |
| Зендея           |         |
| Джон Бернтал     |         |
| Джон Легвізамо   |         |
| Елліот Пейдж     |         |
| Саманта Мортон   |         |
| Хімеш Патель     |         |
| Білл Ірвін       |         |
| Міа Гот          |         |
| Космо Джарвіс    |         |

## Сюжет
Головний сюжет тримається у секреті, проте фільм буде адаптацією надзвичайно відомого твору Гомера, а отже можна очікувати якісного підходу до перенесення подій на екран. Наразі невідомо яких саме персонажів Одіссеї втілять актори.
Том Голланд сказав, що не знає, про що саме буде фільм. Проте зустріч з Крістофером Ноланом надихнула його і він отримав загальне уявлення про проєкт. Актор впевнений, що як тільки підготовка буде на необхідному рівні, режисер поділиться деталями.

## Технології
Крістофер Нолан буде використовувати технології IMAX та нові камери, які стали суттєвим оновленням для камер цього типу. Камери стали на 30 % тихіше, що дозволить спростити запис звуку зі сцен, а також суттєво легше, вага яких іноді створювала проблеми.

## Дата зйомок та релізу
Фільмування має початися на початку 2025 року, а реліз планується на 27 липня 2026 року. Середина літа є очікуваним та стандартним вибором режисера.